# Evald Mahl
Evald Mahl (Tartu, 14 aprile 1915 – Des Moines, 18 gennaio 2001) è stato un cestista estone.

## Carriera
Ha partecipato alle olimpiadi del 1936, disputando 3 partite, con 3 punti realizzati.  Ha disputato inoltre 4 partite agli europei del 1937 e 6 agli europei del 1939.